# Joël Wakanumuné
Joël Wakanumuné (né le 30 septembre 1986 à Nouméa) est un footballeur international néo-calédonien, jouant au poste de milieu de terrain.
Ses frères Jean-Patrick et Loic sont également footballeurs.

## Biographie
À l'été 2014, il quitte le Stade olympique de Chambéry football pour rejoindre le club d'Aix-les-Bains, vient de monter en CFA 2.
Il quitte le club d'Aix-les-Bains en 2016 pour le club de l'AS Magenta, en Nouvelle-Caledonie, avec qui il jouera la Ligue des Champions.
Avec l'équipe de Nouvelle-Calédonie, il joue 10 matchs comptant pour les tours préliminaires de la coupe du monde 2014.

## Palmarès
- Finaliste de la Coupe d'Océanie des nations 2012 avec la Nouvelle-Calédonie